# Abbaye Sainte-Marie de Maumont
Pour les articles homonymes, voir Abbaye Sainte-Marie et Maumont.
L'abbaye Sainte-Marie de Maumont est une abbaye bénédictine de femmes située à Juignac en Charente.

## Histoire

### Une communauté angérienne
En 817, Pépin d'Aquitaine implante la vie monastique à Saint-Jean-d'Angély.
En 1776, le prieur des bénédictins de Saint-Jean-d'Angély dirige Gertrude Coullaud vers l'abbaye de Saint-Maixent où elle reçoit l'habit en 1777.
La Révolution entraîne l'exil des religieux et la vente comme bien national de l'abbaye royale de Saint-Jean-d'Angély en 1792. Ils laissent une somme d'argent à Gertrude Coullaud pour raviver la vie religieuse dans la ville.
En 1816, elle réunit quelques religieuses et achète, grâce aux fonds laissés par les moines, un logis en périphérie de Saint-Jean-d'Angély qui devient ainsi le monastère Notre-Dame-des-Anges en 1839,. Il se développera par la suite avec l’aide de l’abbaye de Pradines.

### Une nouvelle fondation à Maumont
Cependant, la ville de Saint-Jean-d'Angély se développant à grande vitesse au XXe siècle finit par encercler l'enclos des moniales. Il est ainsi décidé le transfert de l'abbaye en 1957.
Le château de Maumont est ainsi acheté par les bénédictines, qui l'investissent en 1959 sous le nom de Sainte-Marie de Maumont. L'abbaye compte plus de cinquante moniales. 

### Évolution du statut
En 1996, l'abbaye a fondé le monastère de Sainte-Croix de Friguiagbé en Guinée Conakry.

## Architecture

### Les bâtiments monastiques

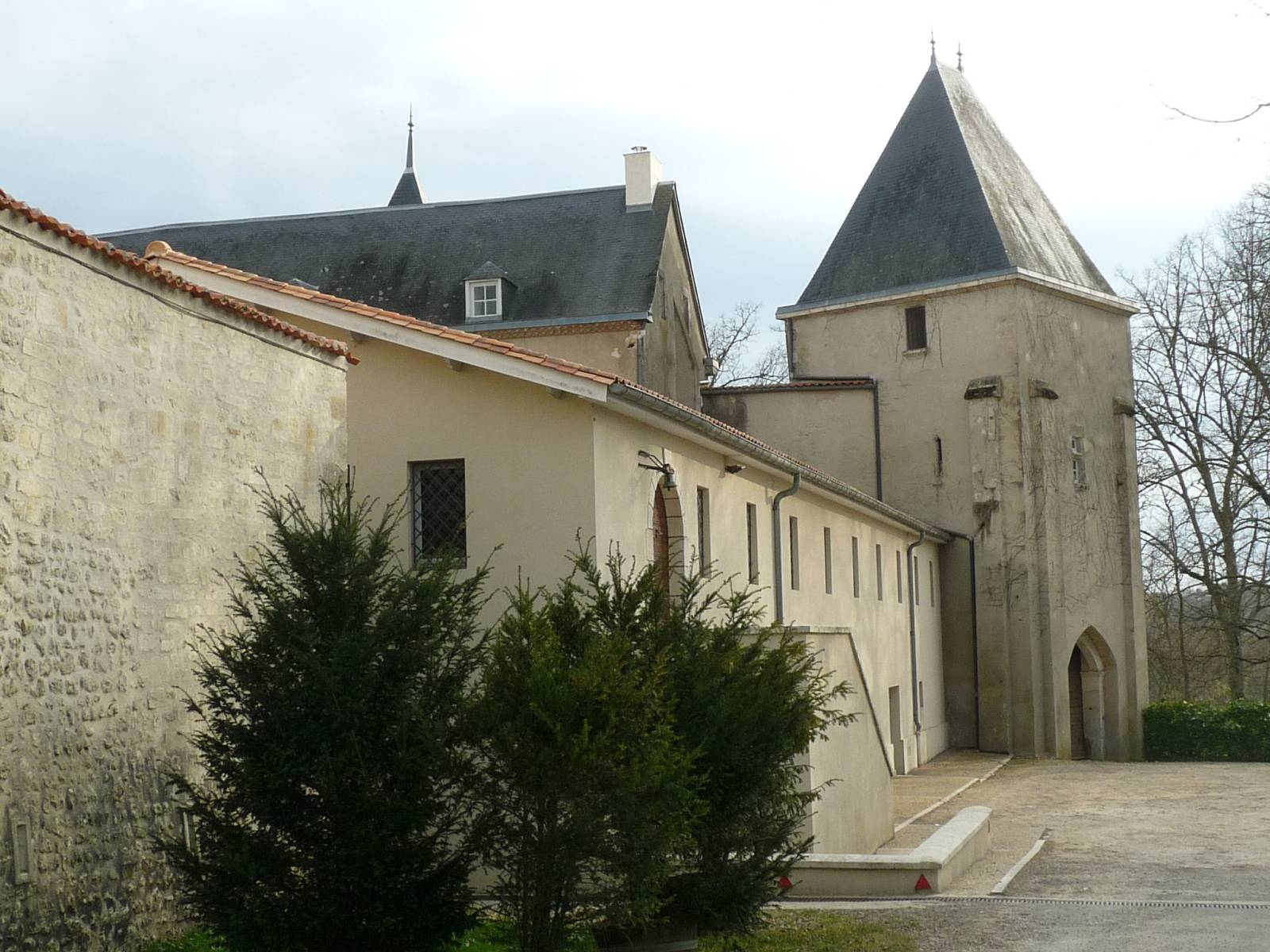
Façade sud et tour du château.

C'est le château de Maumont datant des XIVe et XVe siècles qui a été modifié et agrandi. Le château de Maumont possède un portail est en tiers-point dans une tour carrée du XIVe siècle étrésillonnée de pilastres et ajouré d'une fenêtre à croisillon. Le corps d'habitation date du XVe siècle. La tour d'escalier est polygonale, coiffée d'un toit à pans et la porte en accolade est surmontée de pinacles.

### L’église abbatiale
C'est l'église moderne des bénédictines de Maumont.

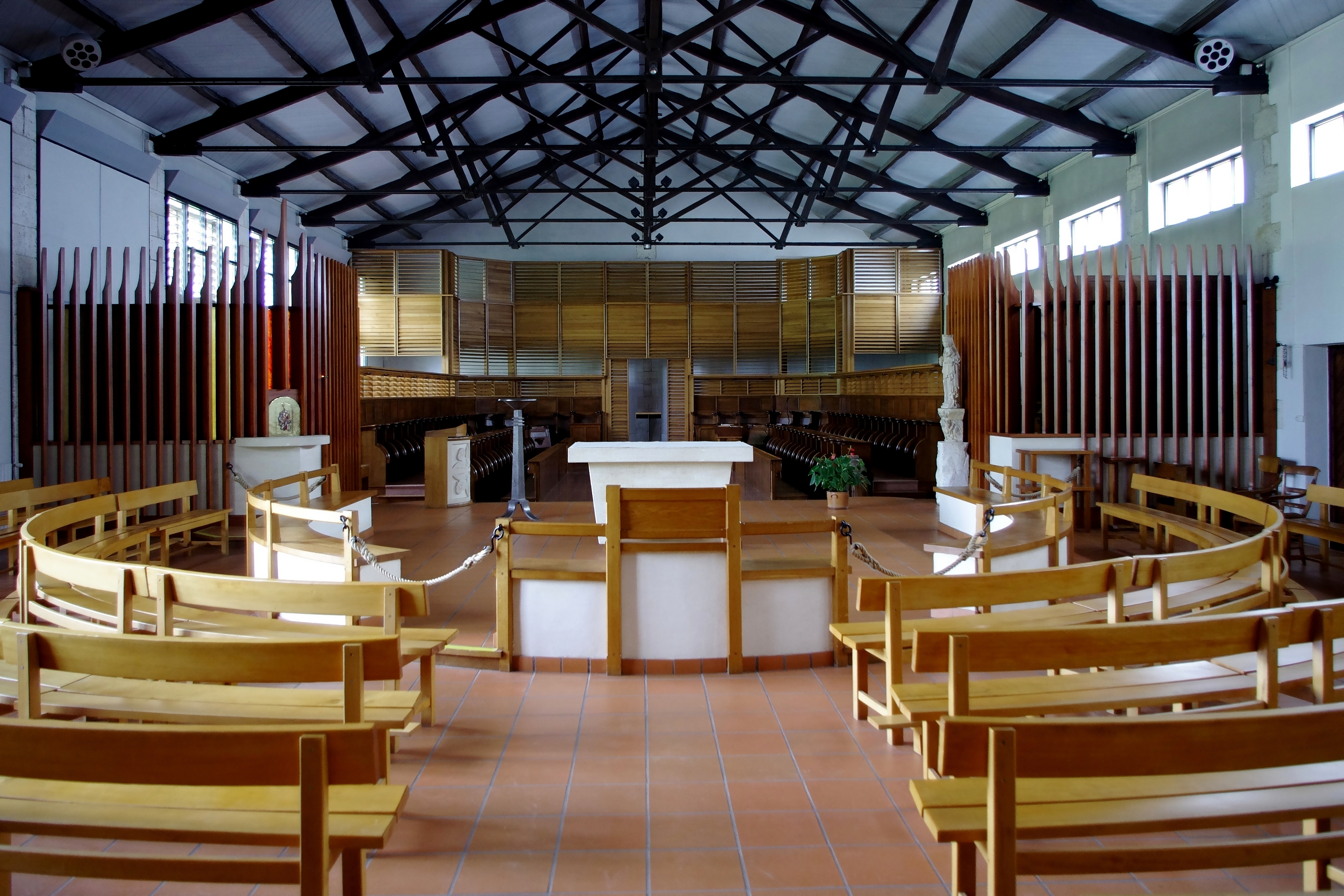
L'intérieur de l'église.

## Activités

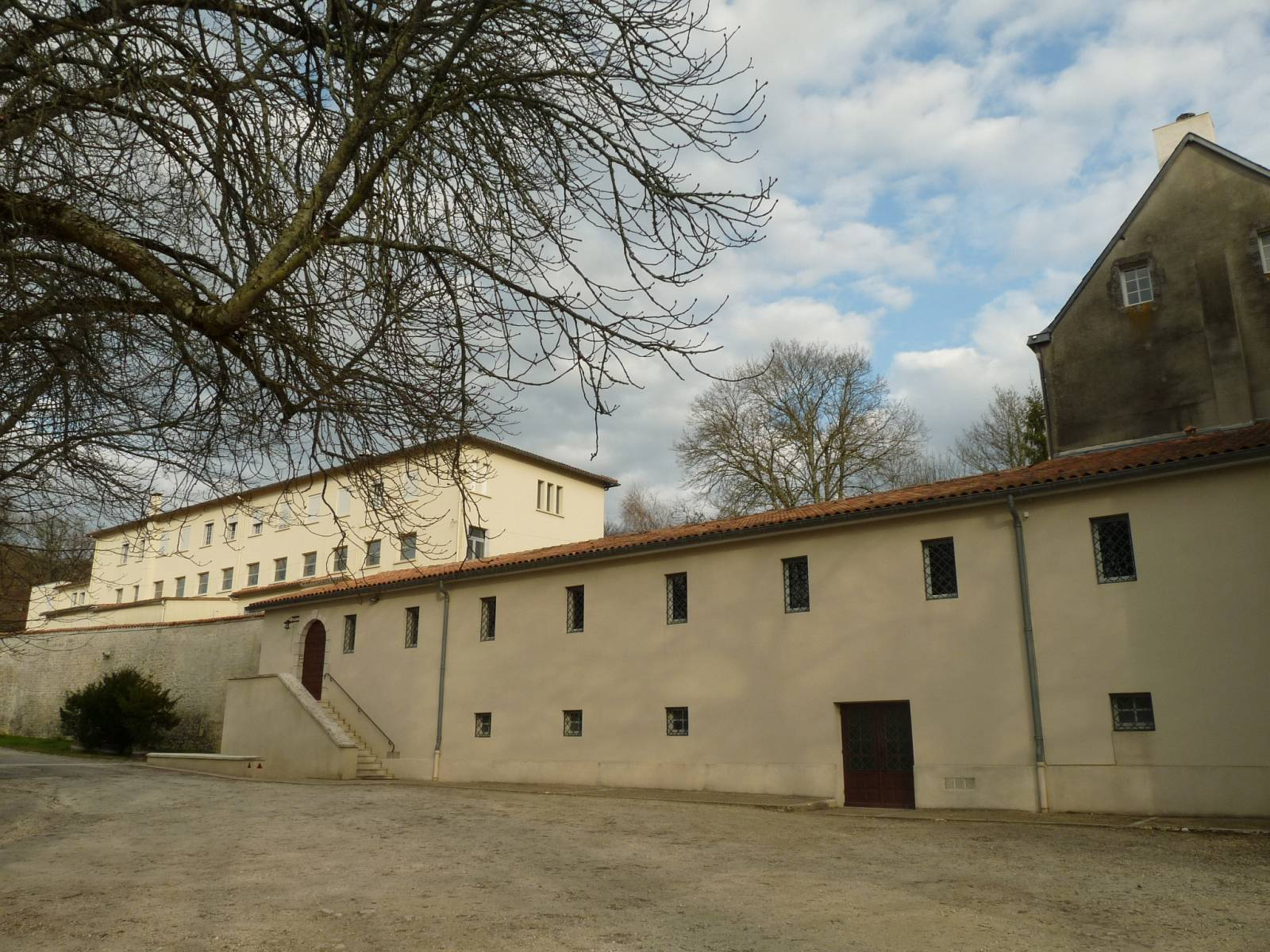
Bâtiments monastiques.

L'abbaye comporte une hôtellerie qui accueille pour des séjours et pour des retraites.
Les ateliers consistent un atelier de reliure.
La musique des offices est réalisée en collaboration avec le musicien Louis Thiry sur des paroles du poète Pierre Emmanuel pour le chœur des moniales.